# Al-Qatrun
Al-Qatrun (arabisch القطرون, DMG al-Qaṭrūn; italienisch El Gatrun) ist eine Oase im Munizip Murzuq im Süden Libyens auf der Hauptroute nach Niger und in den Tschad. Der Ort verfügt über eine Tankstelle und ein Konsulat der Republik Niger. Wenn der Grenzübergang zu Niger in Tumu geschlossen ist, melden sich aus Niger kommende Reisende in al-Qatrun. Der Ort hat 4500 Einwohner (Schätzung 2013).
Während des Bürgerkriegs wurde die Stadt im Juli 2011 kurzfristig von Truppen der Oppositionellen eingenommen. Am 23. Juli eroberten Truppen Gaddafis den Ort zurück und rückten weiter südlich bis al-Wigh vor.

## Bildergalerie

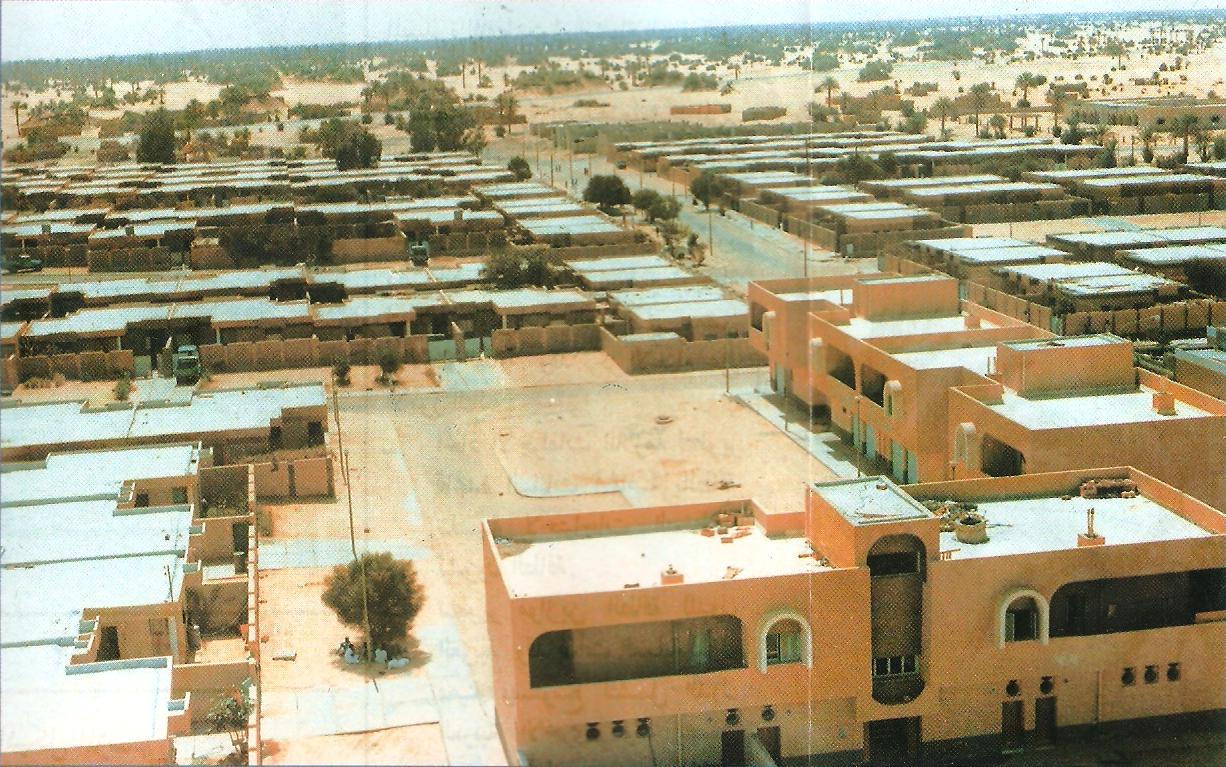
Al-Qatrun (1988)
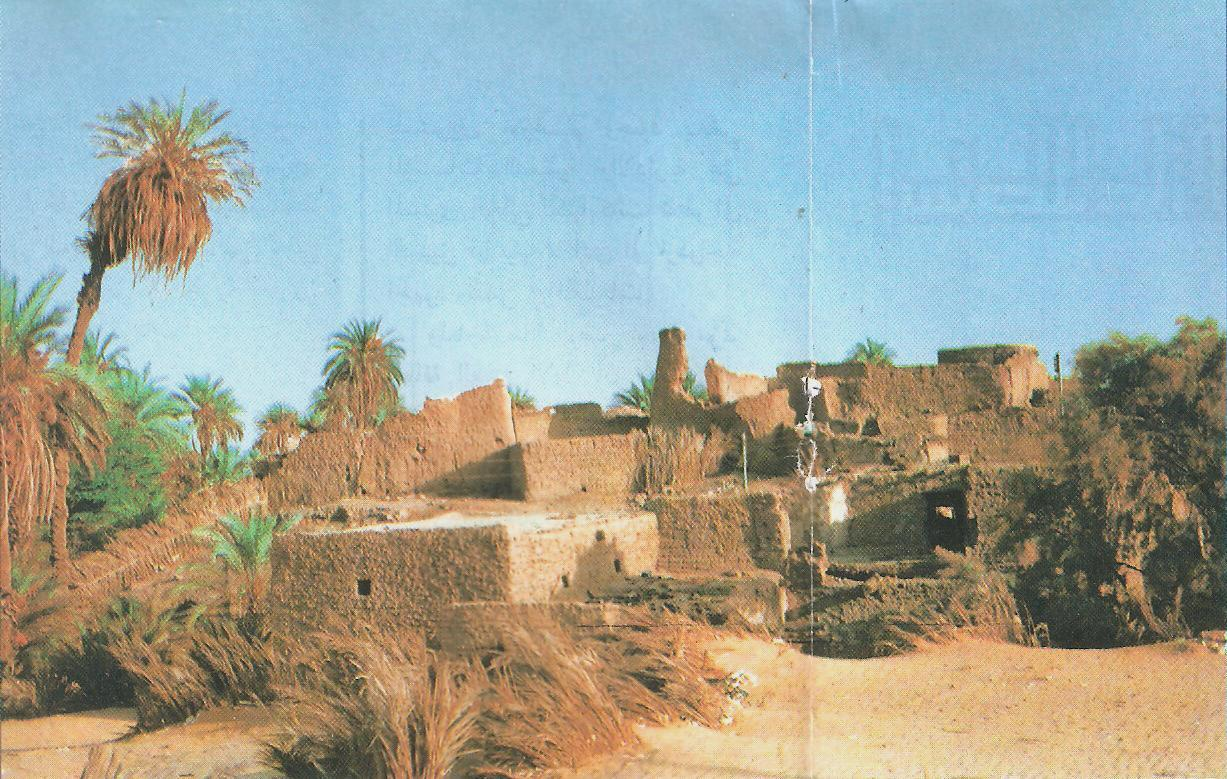
Al-Qatrun (1988)
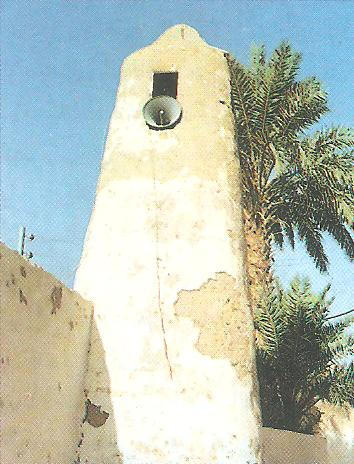
Al-Qatrun (1988)